# Капіляр (фізика)

Капілярний ефект у тонких трубках різної товщини й з різним змочуванням

Капіля́р (від лат. capillaris — волосяний) — трубка з вузьким внутрішнім каналом. З капілярами пов'язані так звані капілярні явища.

## Загальний опис
Якщо помістити один кінець вузької трубки (капіляр) у широку посудину, наповнену рідиною, то внаслідок змочування або незмочування рідиною стінок капіляра кривина поверхні рідини в капілярі стає значною. Якщо рідина змочує матеріал капіляра, то всередині його поверхня рідини (меніск) має увігнуту форму, а рівень рідини всередині капіляра є вищим від відкритої поверхні. Якщо рідина не змочує матеріал капіляра, то меніск має опуклу форму, а рівень рідини всередині капіляра є нижчим відносно відкритої поверхні.
Під увігнутою поверхнею рідини з'явиться від'ємний надлишковий тиск, у результаті рідина в капілярі піднімається, оскільки над плоскою поверхнею рідини в широкій посудині надлишковий тиск відсутній. Якщо рідина не змочує стінки капіляра, то позитивний надлишковий тиск приведе до опускання рідини в капілярі. Явища зміни висоти рівня рідини в капілярах називають капілярними явищами.
У 1717 році Ж. Журен відкрив закон підйому рідини в капілярних трубках, названий його ім'ям (закон Журена). Обернено пропорційна залежність висоти підйому рідини в капілярах від діаметра капіляра була відома ще в 1670 році Дж. Бореллі. Закон Журена описується формулою:
{\displaystyle h={\frac {2\sigma \cos \theta }{r_{0}(\rho -\rho _{0})g}},}
де h — висота підняття стовпа рідини;
{\displaystyle \theta } — кут змочування рідиною стінки капіляра;
g — прискорення вільного падіння;
{\displaystyle \rho } — густина рідини;
{\displaystyle \rho _{0}} — густина газової фази;
r0 — радіус капіляра.
Формула отримана за допущення про те, що поверхня меніска є сферою, і може застосовуватись для випадків, коли висота підняття (опускання) рідини {\displaystyle h} є набагато більшою за радіус капіляра {\displaystyle r_{0}}.
Чем меншим є радіус капіляра r0, тим на більшу висоту піднімається в ній рідина. Висота підняття стовпа рідини зростає також із збільшенням коефіцієнта поверхневого натягу рідини.
При повній відсутності змочування {\displaystyle \theta >90^{0},\cos \theta <0}, і рівень рідини в капілярі опускається на величину h. При повному змочуванні {\displaystyle \theta =0,\cos \theta =1}, і радіус меніска дорівнює радіусу капіляра.
Рідина в капілярі піднімається або опускається на таку висоту h, при якій тиск стовпа рідини (гідростатичний тиск) ρgh врівноважується
надлишковим тиском Δp величина, якого визначається залежно від поверхневого натягу законом Лапласа (1806).
{\displaystyle \Delta p=\sigma \left({\frac {1}{R_{1}}}+{\frac {1}{R_{2}}}\right),}
де:{\displaystyle \sigma } — коефіцієнт поверхневого натягу;
{\displaystyle R_{1}} і {\displaystyle R_{2}} — головні радіуси кривини двох взаємно перпендикулярних нормальних перерізів поверхні.
Капілярні явища відіграють велику роль у природі й техніці. Наприклад, вологообмін у ґрунті й рослинах здійснюється за рахунок підняття води по як найтонших капілярах. На капілярності засновано дію ґнота, вбирання вологи бетоном, тощо.

## Суперкапіляри
Суперкапіляри – пори й тріщини в гірських породах розміром 0,1 - 0,5 мм і більше, вода в яких пересувається під дією сили ваги.